# Бендув
Бендув (пол. Będów, нім. Bindow) — село в Польщі, у гміні Червенськ Зеленогурського повіту Любуського воєводства.
Населення — 236 осіб (2011).
У 1975-1998 роках село належало до Зеленогурського воєводства.

## Демографія
Демографічна структура станом на 31 березня 2011 року:
|          | Загалом | Допрацездатний вік | Працездатний вік | Постпрацездатний вік |
| -------- | ------- | ------------------ | ---------------- | -------------------- |
| Чоловіки | 120     | 24                 | 85               | 11                   |
| Жінки    | 116     | 24                 | 63               | 29                   |
| Разом    | 236     | 48                 | 148              | 40                   |